# ووهیماسی (فارافانگانا)
ووهیماسی (به لاتین: Vohimasy) یک منطقهٔ مسکونی در ماداگاسکار است که در فرافنگانا واقع شده‌است. ووهیماسی ۵٬۰۰۰ نفر جمعیت دارد و ۱۴ متر بالاتر از سطح دریا واقع شده‌است.